# الدوري الإسباني لكرة القدم للسيدات 2010–11
الدوري الإسباني لكرة القدم للسيدات 2010–11 (بالإسبانية: Superliga de fútbol femenino 2010-11)‏ هو الموسم 23 من الدوري الإسباني لكرة القدم للسيدات. أقيم خلال الفترة 4 سبتمبر 2010 وحتى 8 مايو 2011، وفاز فيه Rayo Vallecano Femenino ‏.